# Sushruta

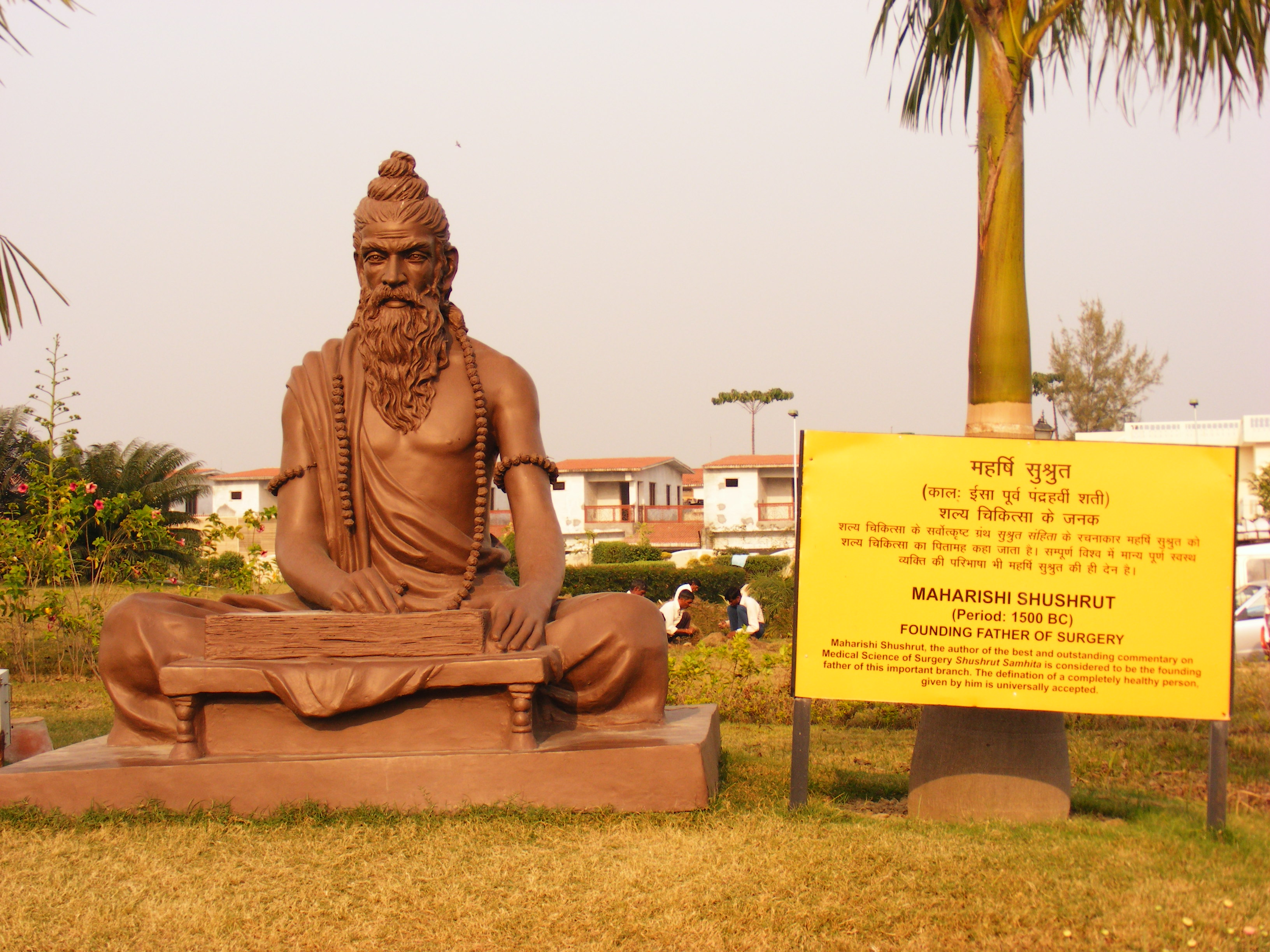
Sushruta

Sushruta, auch Susruta, Suschruta oder Sušruta (Sanskrit सुश्रुत, Suśruta, auch Maharishi Shushrut), gilt als der erste indische Chirurg. Ihm wird die Schrift Sushruta Samhita zugeschrieben, die zusammen mit der daraus entstandenen Charaka Samhita zu den ersten Texten der indischen und ayurvedischen Medizin gehört.
Wann Sushruta lebte, ist nicht bekannt. Die unterschiedlichen Vermutungen reichen vom 1. Jahrtausend v. Chr. bis in die ersten Jahrhunderte n. Chr.; in der nebenstehenden indischen Abbildung und anderswo wird auch das Jahr 1500 v. Chr. angegeben. Die Sushruta Samhita erhielt möglicherweise im 2. oder 3. Jahrhundert n. Chr. eine feste Gestalt, die im 6. oder 10. Jahrhundert von einem Nagarjuna genannten Autor überarbeitet wurde.
In dem Werk werden etwa 300 Operationen und 121 Operationsinstrumente beschrieben. Unter den erwähnten Operationen sind Starstich, Knochenbruch-Versorgung, Steinschnitt, die Versorgung von Darmwunden und der Kaiserschnitt. Instrumente, die er beschrieb, sind u. a. Sonden, Zangen, Lanzetten und Katheter. Er übertrug auch Haut von anderen Körperstellen auf ein beschädigtes Ohr und entwickelte die Nasenplastik sowie das Prinzip des Wundverschlusses mit Wundklammern (Hautklammernaht). Zur Betäubung im Rahmen chirurgischer Eingriffe wurde gemäß Reinhold F. G. Müller möglicherweise Indischer Hanf verwendet.
Das Werk Susruta Samhita wurde vor dem Ende des 8. Jahrhunderts ins Arabische übersetzt. Eine selbständige Bearbeitung von Sushrutas Text soll im 8. Jahrhundert auch durch Vagbhata erfolgt sein. Ins Lateinische wurde es 1844 von Franz Hessler übersetzt.